# Hydrochemie
Die Hydrochemie (von griechisch ὕδωρ hýdor „Wasser“) bzw. Gewässerchemie oder aquatische Chemie als Teilgebiet der Hydrogeologie beschreibt und untersucht die im Wasser auftretenden Stoffe. Dazu werden Schlüsselparameter wie Temperatur, pH-Wert, Redoxpotential, elektrische Leitfähigkeit und Sauerstoffgehalt für eine erste Einschätzung bestimmt. Zusätzlich werden Wasserproben auf die Gehalte an Elementen (Kationen, Anionen sowie nicht geladene Komplexe) und organischen Inhaltsstoffen analysiert. Daraus lassen sich Rückschlüsse über Qualität, Herkunft des Wassers, aber auch mögliche Kontaminationen ziehen.
Die chemischen Bestandteile im Lösungsmittel Wasser sind neben der mikrobiologischen Beurteilung mit Hinblick auf Bakterien und Viren für den Betrieb von Wasserwerken (Trink- und Brauchwasserversorgung) und Kläranlagen, die Nutzung von Wasser für Bewässerungszwecke in der Landwirtschaft, die Nutzung des Wassers für industrielle Zwecke sowie die Nutzung von Mineral- und Heilquellen und insgesamt die Gewässerkunde ein wichtiges Kriterium.

## Water Science
Water Science ist das Fachgebiet, das sich mit der Wasserqualität im chemischen und mikrobiologischen Aspekt befasst. Die Universität Duisburg-Essen bietet Water Science seit 2001 als Bachelor- und Masterstudium an.